# Sicyopsis blanchardata
Sicyopsis blanchardata är en fjärilsart som beskrevs av Ferguson 1983. Sicyopsis blanchardata ingår i släktet Sicyopsis och familjen mätare. Inga underarter finns listade i Catalogue of Life.